# Střední průmyslová škola Rychnov nad Kněžnou
Střední průmyslová škola Rychnov nad Kněžnou (současný název je Vyšší odborná škola a Střední průmyslová škola, Rychnov nad Kněžnou), je komplex budov severovýchodně od centra města Rychnov nad Kněžnou, rozprostírající se mezi ulicemi Masarykova a U stadionu.

## Historie
Po roce 1948 docházelo k postupné reorganizaci odborného školství, v rámci které došlo k větší specializaci dosavadní rychnovské učňovské školy. Kolem roku 1952 se nabídka školy ustálila na čtyřech oborech (zámečníci, automechanici, tesaři a zedníci). V roce 1953 byla nabídka rozšířena o středoškolské vzdělání zakončené maturitou. V tomto prvním ročníku nově založené střední průmyslové školy strojnické byly otevřeny dvě třídy.
Střední škola sdílela prostory s učňovskou školou v Masarykově ulici. Část budovy musela být ale už roku 1954 uvolněna pro potřeby ministerstva hospodářství. To vyvolávalo třenice a ve hře bylo dokonce zrušení nově zřízené střední školy. Aktivním přístupem ředitele školy Ladislava Sloupenského se podařilo spojit významné závody rychnovského okresu a podobné tlaky odvrátit. Roku 1965 škola dostala naopak příslib navýšení prostor na osm tříd (od školního roku 1960) včetně rekonstrukce stávající budovy.
Roku 1988 bylo odborné učiliště odděleno od průmyslové školy. Instituce poté působily jako dva samostatné subjekty s vlastním ředitelem.
V roce 1992 se škola zapojila do experimentálního ověřování nového typu studia, tzv. vyššího odborného studia, pro absolventy středních škol. Na rozdíl od vysokých škol zde byl důraz na využití získaných teoretických poznatků absolventů v praxi. Když byla tato forma studia roku 1996 uzákoněna, škola změnila název na Vyšší odborná škola technicko-ekonomická a Střední průmyslová škola.
V roce 2008 došlo k opětovnému sloučení školy s odborným učilištěm (a také Domovem mládeže a školní jídelnou). Od té doby nese škola název Vyšší odborná škola a Střední průmyslová škola.[zdroj?]
V roce 2022 již nebyl otevřený žádný nový ročník vyšší odborné školy. Stávající ročníky pouze dobíhají.

## Historie oborů[1]

### Střední odborné studium
- Strojírenství (1953–1988, 1990–dosud)
- Strojírenská technologie (1985–1993)
- Strojírenská konstrukce (1985–1993)
- Provozuschopnost výrobních zařízení (1985–1993)
- Strojírenská – technická administrativa (1991–2001)
- Strojírenství – diagnostika motorových vozidel a vyučení v oboru autoelektrikář (1993–2000)
- Provozní technika (1996–1999)
- Silniční doprava – diagnostika motorových vozidel (1997–?)
- Autotronik (?–dosud)

### Pomaturitní studium
- Automobilové opravárenství (1973–1990)
- Ekonomika – ceny a odhady motorových vozidel (1992–?)
- Provozní technika (?–dosud)

### Vyšší odborné studium
- Strojírenský management (1992–2022)
- Firemní ekonomika (1996–?)
- Automobilová diagnostika a servis (1998–?)

## Přehled ředitelů školy[1]
- Ladislav Sloupenský (1953–1962, 1965–1973)
- Eduard Cvejn (1962–1965)
- Josef Kunc (1973–1992)
- Jindřich Novák (1992–2002)
- Jaroslav Serbousek (2003–2008)
- Hynek Martínek (2008–2013)
- Dana Havranová (2013–dosud)

## Stavby
S nárůstem počtů studentů a přístrojového vybavení rostly postupně požadavky na další prostory. K původní budově v Masarykově ulici byly postupem času přistavěny další dílny a školní pavilony, v drtivé většině svépomocí, obětavou prací vyučujících a studentů školy.

### Nová budova
Dvoupodlažní stavba byla vyprojektována architektem Janem Rejchlem již na začátku šedesátých let. V tomto období byl však ředitel školy vyslán ministerstvem zahraničí jako expert na tříletou odbornou misi do Egypta. K zahájení stavby v ulici U Stadionu tak došlo až v roce 1966. Během prací byl projekt upraven na třípodlažní. V budově bylo 13 učeben, rýsovna, ředitelna, sborovna, kanceláře a kabinety. Vyučování zde bylo zahájeno 1. dubna 1970.

### Tělocvična
Na konci šedesátých let 600 učňů a 300 žáků průmyslové školy cvičilo v tělocvičně ČTO Spartak (bývalá sokolovna), nebo většinou venku. Škola tedy přistoupila v roce 1970 ke stavbě vlastní moderní tělocvičny se sálem o rozměrech 18x36 m, zubním střediskem, učebnou a kabinety. Stavba byla uvedena do provozu v roce 1973.

### Další stavby v areálu školy
Počátkem šedesátých let byly postupně rozšiřovány školní dílny. K dílenské hale postavené počátkem padesátých let (v současnosti[kdy?] soustružna a frézárna) přibyla montážní hala, truhlárna, sklad (v současnosti kovárna) a garáž (v současnosti svařovna).
V sedmdesátých letech byla postavena spojovací chodba mezi starou a novou budovou. Dále pokračovala přístavba metrologických laboratoří a nové truhlárny. V suterénu tělocvičny byla zřízena moderní laboratoř pro diagnostiku motorových vozidel.
V letech 1979–1982 byl v sousedství dílen postaven nový pavilon. Byly v něm umístěny nové dílny, laboratoře pro výuku výpočetní techniky a automatizace, velká rýsovna, posluchárna a nová prostorná hala diagnostiky motorových vozidel.
Nedostatek učeben pro učně ve staré budově vyvolal potřebu nového pavilonu. Přístavba ve formě dvoupodlažní panelové kostky byla realizována v letech 1985–1988. Součástí stavby byla i generální rekonstrukce elektroinstalace ve staré budově.
V letech 1997–1998 byla uvnitř školního areálu postavena jednopatrová budova, která je využívána jako odborná učebna CNC strojů.

### Internátní budovy
V letech 1952–1960, po zabrání původní internátní budovy u bývalé sokolovny ministerstvem hospodářství, byli studenti ubytovaní na Poláčkově náměstí v budově pozdější vojenské správy. Následně do roku 1964 byli ubytováni ve staré vile v Letovisku Studánka. Od roku 1964 byla studentům znovu k dispozici původní budova u sokolovny, ale kvůli jejímu havarijnímu stavu se hledalo náhradní řešení. Škole tehdy vypomohl podnik ŽAZ Vamberk, který jí přenechal svou chatu Kovárna, 11 km od Rychnova. V letech 1966–1970 probíhala rekonstrukce původní budovy, přístavba kotelny, jídelny a ubytovacího křídla.
Koncem sedmdesátých let se správa internátní budovy osamostatnila. Později získala pod svou správu i budovu internátu v Javornické ulici proti budově průmyslové školy. K opětovnému splynutí s průmyslovou školou došlo roku 2008.

### Chata Kovárna
Chatu Kovárna získala průmyslová škola od ŽAZ Vamberk jako provizorní řešení ubytování studentů po dobu rekonstrukce původní internátní budovy. Chata byla už tehdy napadena hnilobou od sklepa po půdu a střechou silně zatékalo. Po návratu studentů do nově zrekonstruované internátní budovy byla zahájena rozsáhlá rekonstrukce chaty. Ta byla dokončena v polovině sedmdesátých let. Od té doby chata sloužila k rekreaci, pro školy v přírodě, lyžařské kurzy i jako školící středisko.
V devadesátých letech byla škola nucena dát tento objekt do ekonomického pronájmu.
V blízkosti chaty byla postavena drobná rekreační stavba, která slouží zaměstnancům školy.

## Zajímavosti
V padesátých letech žáci školy nakreslili a v dílnách vyrobili zařízení dětského koutku zámeckého parku. Postupně vznikl motorový vlak se dvěma vagóny, který převážel děti po kolejovém okruhu uvnitř zámeckého parku, pětice dvojmístných lodičkových houpaček, malý kolotoč a dvojice jednomístných sedačkových houpaček.